# Płaskowyż Anabarski

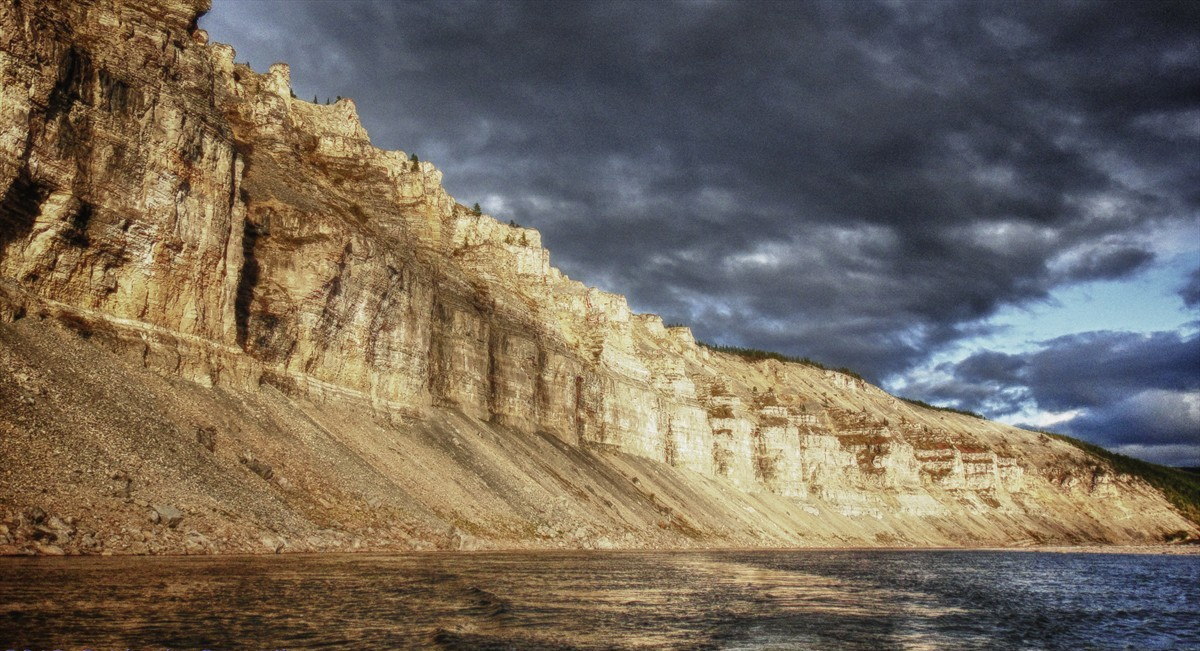
Płaskowyż i dolina Kotujkanu

Płaskowyż Anabarski (ros. Анабарское плато) – płaskowyż w azjatyckiej części Rosji, w Kraju Krasnojarskim.
Leży w północno-wschodniej części Wyżyny Środkowosyberyjskiej; wysokość do 905 m n.p.m. Zbudowany ze skał prekambryjskich, głównie gnejsów, granitów, łupków krystalicznych i, na obrzeżach, piaskowców prekambru i kambru. Porozcinany dolinami dopływów Anabaru i Chatangi.
W niższych partiach lasy modrzewiowe, w wyższych (powyżej 400–450 m n.p.m.) tundra.